# 粒比底螺
粒比底螺（学名：Bittium craticulatum），是中腹足目蟹守螺科Bittium属的一种。主要分布于中国大陆，常栖息在潮下带。